# Cloche LG

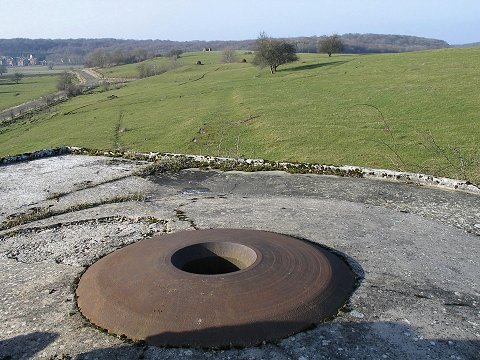
Une cloche lance-grenades (ouvrage de Latiremont).

Une cloche lance-grenades modèle 1934 (cloche LG) est un équipement installé sur les fortifications françaises des années 1930 (qu'on surnomme la ligne Maginot). Ce modèle de cuirassement était destinée à la défense rapprochée des blocs en battant les défilements.

## Description
La cloche LG est coulée dans le béton d'où seule la partie supérieure émerge. Contrairement aux autres cloches installées sur la ligne, elle émergeait d'à peine 26 centimètres des superstructures dans lesquelles elle était encastrée, mais elle ne pouvait tirer que dans la direction prévue lors de la mise en place.
L'orifice supérieur permet d'éjecter des « grenades » (en fait des petits obus) à l'aide du mortier (arme à tir courbe) qui se trouve à l'intérieur de la cloche.
L'intérieur est équipé d'une plate-forme mobile et d'une colonne centrale avec une noria d'alimentation en projectiles.
Il y avait trois modèles de ce type de cloche s'adaptant aux différents degrés de protection des blocs : 8 tonnes (petit modèle), 17 tonnes (grand modèle en deux parties) et 21 tonnes (grand modèle).
Le projet initial prévoyait de les équiper d'un mortier de 60 mm mais il ne put aboutir et le projet fut alors relancé sur la base du mortier de 50 mm.
En 1940, soixante-quinze cloches lance-grenades avaient été mises en place mais aucune n'avait encore reçu son armement, d'où la nécessité de les obturer avec une plaque d'acier de 60 millimètres d'épaisseur.